# سلطة الائتلاف المؤقتة
سلطة الائتلاف المؤقتة في العراق كانت أول سلطة شكِّلت لإدارة أمور العراق بعد الإطاحة بحكومة صدام حسين في أبريل 2003. استندت سلطة الائتلاف المؤقتة في حكمها للعراق على قرار مجلس الأمن رقم 1483 في 2003 والتي حسب قوانين الحرب والاحتلال العسكري المتفق عليها في الأمم المتحدة. امتدَّ حكم  سلطة الاحتلال الأمريكي  من 21 أبريل 2003 إلى 28 يونيو 2004.
عقب غزو العراق 2003 تشكَّلت هيئة لإدارة شؤون العراق باسم مكتب المساعدات الإنسانية وإعادة إعمار العراق واختير العسكري الأمريكي المتقاعد جاي غارنر كمشرف عليها ولكن كان عمر هذه الهيئة قصيراً حيث تمَّ حلُّه بصورة مفاجئة وعين بول بريمر في مكان جاي كارنر وتمَّ تبديل الاسم سلطة الائتلاف المؤقتة التي كانت تدعم من ميزانية وزارة الدفاع الأمريكية حيث كان وزير الدفاع الأمريكي دونالد رامسفيلد هو المسؤول الأعلى لبول بريمر.
في 13 يوليو 2003 شكلت سلطة الائتلاف المؤقتة مجلس الحكم في العراق بالرغم من أن مجلس الحكم كان محدود الصلاحيات بوجود سلطة الائتلاف المؤقتة إلا أنه كان يمتلك بعض الصلاحيات كتعيين وزراء وتعيين ممثل للعراق في الأمم المتحدة بالإضافة إلى كتابة مسودة دستور والذي سمي لاحقا بقانون إدارة الدولة العراقية للمرحلة الأنتقالية.

## تاريخ السلطة
تم تأسيس مكتب إعادة الإعمار والمساعدة الإنسانية في 20 يناير 2003 من قبل حكومة الولايات المتحدة قبل شهرين من غزو العراق في عام 2003. كان من المقرر أن تعمل كإدارة وصائية في العراق حتى إنشاء حكومة مدنية منتخبة ديمقراطياً.
تم تعيين الجنرال المتقاعد في جيش الولايات المتحدة، ليونيل جاي غارنر، مديرًا للمكتب، إلى جانب ثلاثة نواب، بما في ذلك اللواء البريطاني تيم كروس، في عام 2003. عند حل المكتب وإنشاء سلطة الائتلاف المؤقتة، أصبح بعد ذلك أول مدير تنفيذي لها. بسبب خبراته العسكرية السابقة في العراق خلال عملية عاصفة الصحراء في عام 1991 وجهوده في إعادة الإعمار في شمال العراق خلال عملية توفير الراحة، جعلت مؤهلات غارنر وعلاقاته الوثيقة مع وزير الدفاع الأمريكي دونالد رامسفيلد منه خيارًا واضحًا لهذه المهمة. ومع ذلك، استمرت فترة ولايته فقط من 21 أبريل 2003 حتى تم استبداله بشكل مفاجئ بعد أقل من شهر من قبل بول بريمر في 11 مايو 2003.
جاءت إقالة غارنر السريعة من منصبه من قبل السلطات الأمريكية بمثابة مفاجأة للكثيرين داخل سلطة الائتلاف المؤقتة. في مقابلة مع برنامج نيوز نايت على بي بي سي، صرح غارنر علنًا بأن تفضيله كان هو وضع الشعب العراقي في القيادة في أقرب وقت ممكن وأن يتم ذلك من خلال نوع من الانتخابات.
عند توليه منصب الرئيس التنفيذي للسلطة المؤقتة في العراق في مايو 2003، تولى بول بريمر أيضًا لقب المبعوث الرئاسي الأمريكي والمشرف في العراق. غالبًا ما كان يُطلق عليه لقب السفير من قبل العديد من المنظمات الإعلامية والبيت الأبيض لأنه كان أعلى رتبة حكومية حققها(سفير لهولندا). لكن بريمر لم يكن سفيرًا في العراق، ولم تكن هناك بعثة دبلوماسية أمريكية في العراق حتى يونيو 2004، بعد أن نقلت سلطة الائتلاف المؤقتة السيادة إلى الحكومة العراقية المؤقتة. في سلطة الائتلاف المؤقتة، تحرك بريمر بسرعة لتركيب طرق غير شفافة ومعرضة للفساد لسحب ونقل كميات كبيرة جدًا من النقود التي غالبًا ما كانت تُنقل من الولايات المتحدة إلى العراق بواسطة طائرة النقل سي-17.

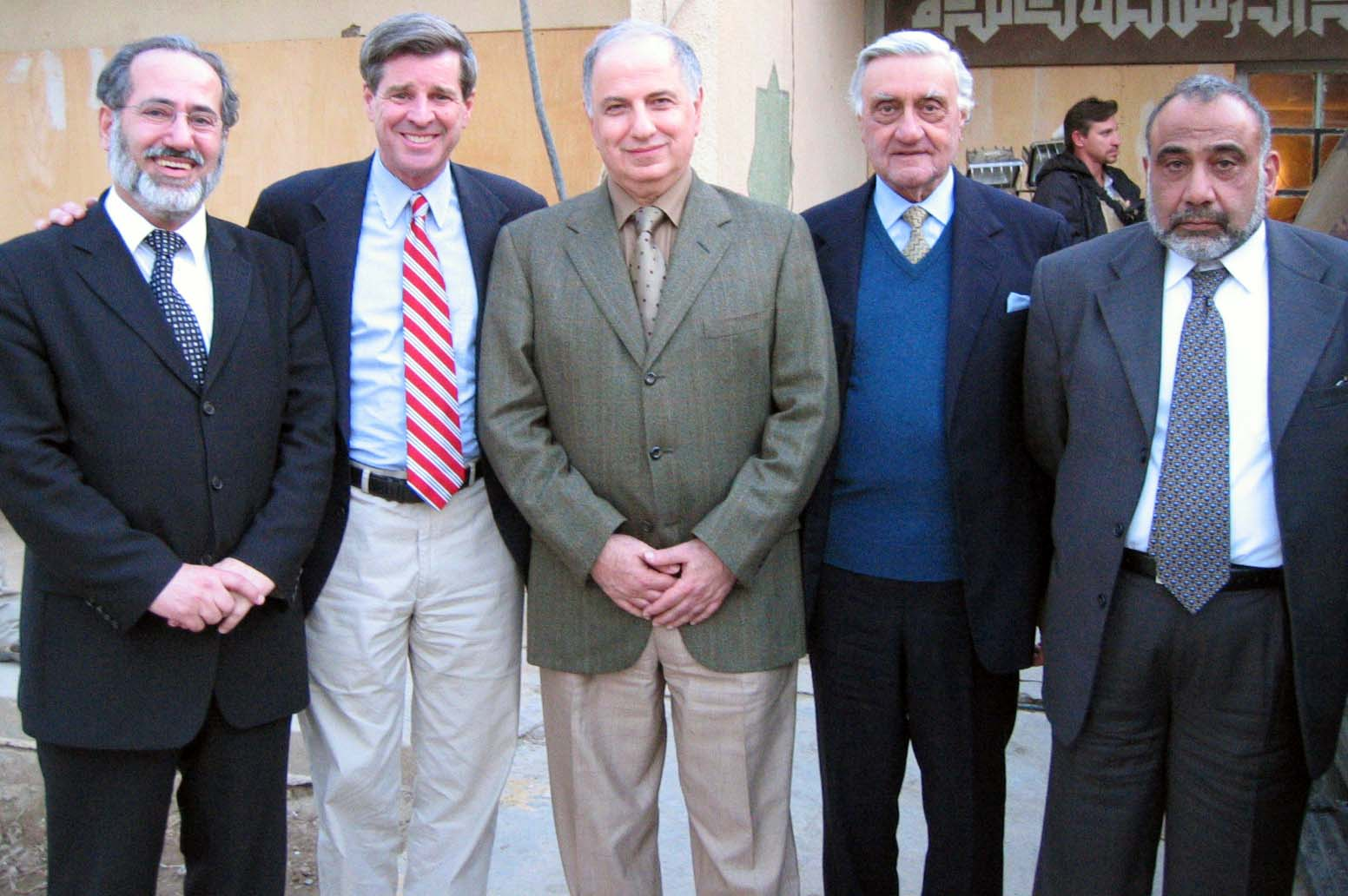
بول بريمر (الثاني من اليسار) وأربعة أعضاء من مجلس الحكم العراقي؛ موفق الربيعي، أحمد الجلبي، عدنان الباجه جي، وعادل عبد المهدي. (من اليسار إلى اليمين)

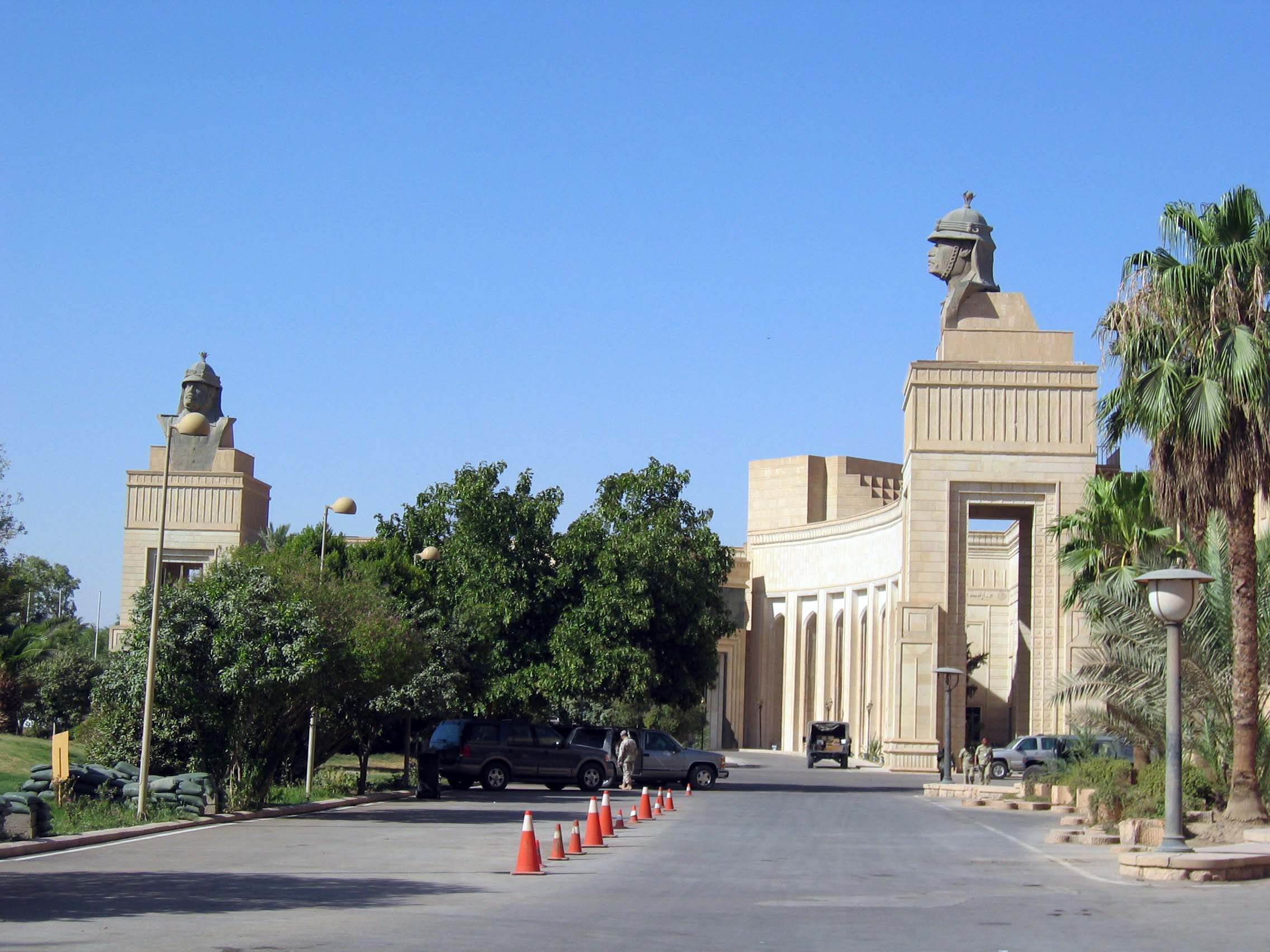
قصر الجمهورية في بغداد تحت احتلال سلطة الائتلاف المؤقتة في أغسطس 2003.
تم إنشاء وتمويل سلطة الائتلاف المؤقتة (CPA) كقسم من وزارة الدفاع الأمريكية، وكمدير، كان بريمر يقدم تقاريره مباشرة إلى وزير الدفاع. على الرغم من وجود قوات من عدة دول من التحالف في العراق في ذلك الوقت، كانت القيادة المركزية للولايات المتحدة (USCENTCOM) هي الهيئة العسكرية الرئيسية المسؤولة عن تقديم الدعم القتالي المباشر للسلطة المؤقتة  لفرض سلطتها خلال احتلال العراق.
بينما تم نهب العديد من قصور صدام حسين المزخرفة في الأيام التي تلت الغزو مباشرة، فإن معظم الهياكل نجت بشكل نسبي دون أضرار كبيرة. في هذه القصور العديدة المنتشرة في جميع أنحاء البلاد، اختارت سلطة الائتلاف المؤقتة  أن تقيم مكاتبها من أجل الحكم. احتفظت الحكومة الأمريكية بعدة قصور منها حتى بعد انتقال السلطة مرة أخرى إلى الشعب العراقي. كانت الإدارة مركزها في منطقة من بغداد تُعرف باسم المنطقة الخضراء، والتي أصبحت في النهاية منطقة محصنة للغاية ومسيجة.
كانت سلطة التحالف المؤقتة مسؤولة أيضًا عن إدارة صندوق التنمية للعراق خلال السنة التي تلت الغزو. حل هذا الصندوق محل برنامج النفط مقابل الغذاء التابع للأمم المتحدة السابق، وقدم تمويلًا لبرنامج شراء القمح في العراق، وبرنامج تبادل العملات، وبرامج البنية التحتية للكهرباء والنفط، ومعدات لقوات الأمن العراقية، ورواتب الخدمة المدنية العراقية، وعمليات الوزارات الحكومية المختلفة.
كان أول عمل للسلطة المؤقتة بقيادة بريمر، وهو الأمر رقم 1 للسلطة المؤقتة للتحالف، هو إصدار أمر بإزالة البعث من المجتمع العراقي. في 23 مايو، ألغى الأمر الثاني للسلطة المؤقتة للتحالف الجيش العراقي رسميًا، بالإضافة إلى موظفين عموميين آخرين بما في ذلك الممرضات والأطباء، مما أدى في النهاية إلى البطالة المباشرة لأكثر من 500,000 مواطن عراقي. في 22 يوليو 2003، شكلت سلطة الائتلاف المؤقتة المجلس العراقي للحكم وأعادت تعيين أعضائه. تكونت عضوية المجلس إلى حد كبير من المغتربين العراقيين الذين فروا من البلاد خلال حكم صدام حسين، وكذلك العديد من المعارضين الصريحين الذين تعرضوا للاضطهاد من قبل النظام البعثي السابق. ثم قامت سلطة التحالف المؤقتة تحت قيادة بريمر بخصخصة وبيع الأصول والشركات المملوكة للدولة لشركات متعددة الجنسيات، بينما شرعت في إصدار مراسيم تم تطويرها بشكل أحادي مثل الأمر 37 والأمر 39، التي خفضت ضريبة الشركات في العراق من 40% إلى 15% وسمحت للكيانات الأجنبية بالتمتع بملكية 100% من الأصول العراقية.
على الرغم من أنها كانت لا تزال تابعة للسلطة المدنية المؤقتة ، كان للمجلس العراقي للحكم عدة مسؤوليات رئيسية خاصة به: تعيين ممثلين للأمم المتحدة، تعيين وزراء مؤقتين للمناصب الشاغرة في الحكومة العراقية، وصياغة دستور مؤقت يعرف بقانون الإدارة الانتقالية، والذي سيستخدم لحكم العراق حتى يمكن كتابة دستور دائم والموافقة عليه من قبل الناخبين العامين.
في فترة ما بعد الظهر من يوم 14 ديسمبر 2003، عقدت سلطة الائتلاف المؤقتة مؤتمراً صحفياً في مركز منتدى العراق للمؤتمرات داخل المنطقة الخضراء في بغداد للإعلان عن أن الرئيس العراقي السابق صدام حسين قد تم القبض عليه في الليلة السابقة من جحر في بلدة بالقرب من مسقط رأسه تكريت، العراق. حضر الإعلان اللواء ريكاردو سانشيز من الجيش الأمريكي، والمشرف بريمر، وأعضاء من وكالات الاستخبارات البريطانية والأمريكية، وعدد من أعضاء المجلس العراقي المؤقت، وغرفة كبيرة مليئة بالصحفيين الذين يمثلون وكالات الأنباء من جميع أنحاء العالم.
من أجل هزيمة التخطيط المحتمل للمتمردين وتحت ضغط من ادارة بوش الذي أراد إنهاء الاحتلال بحلول الانتخابات الرئاسية لعام 2004، نقلت سلطة الائتلاف المؤقتة السلطة إلى الحكومة العراقية المؤقتة المعينة حديثًا في الساعة 10:26 صباحًا بالتوقيت المحلي في 28 يونيو 2004. كان من المقرر أصلاً نقل السلطة في 30 يونيو 2004، ولكن بسبب القلق من أن النقل سيؤدي إلى هجمات من المتمردين، تم عقد الحفل، دون إعلان، قبل يومين من الموعد المحدد. تمت عملية النقل خلف الأبواب المغلقة دون أي احتفالات تذكر. مع حل سلطة الائتلاف المؤقتة، غادر بريمر العراق في نفس اليوم.
كانت الولايات المتحدة تأمل أن يتم إعادة بناء العراق وتحويله إلى ديمقراطي بنفس الطريقة التي تم بها إعادة بناء اليابان وألمانيا بعد الحرب العالمية الثانية، مستخدمة إياهما كـ "أمثلة أو حتى نماذج للاحتلالات العسكرية الناجحة."

## هيكلية سلطة الائتلاف المؤقتة
تم تقسيم سلطة الائتلاف المؤقتة (CPA) إلى أربع مناطق جغرافية. كان مقر CPA الشمال في مدينة أربيل العراقية الشمالية، وCPA المركز في بغداد في القصر الجمهوري السابق لصدام، وCPA المركزي-الجنوبي  في مدينة الحلة العراقية بالقرب من آثار بابل، وCPA الجنوب في مدينة البصرة العراقية الجنوبية. كل منطقة كانت تعمل بشكل شبه مستقل، وكان لكل من المناطق الأربع نفس الأهداف المشتركة لإعادة إعمار البلاد. خلال وجود سلطة الائتلاف المؤقتة، كانت الأوضاع الأمنية ومستويات الاضطرابات المدنية في جميع أنحاء البلاد تختلف من منطقة إلى أخرى، وكانت هذه الاختلافات تنعكس في مستويات نجاح البرامج المختلفة داخل أقسام سلطة الائتلاف المؤقتة.

### المنظمات غير الحكومية والجمعيات الخيرية الخاصة وسلطة الائتلاف المؤقتة

#### دور المجلس الاستشاري والمراقب الدولي (IAMB)
نقلت قرار الأمم المتحدة 1483 السلطة لتفويض النفقات من إيرادات النفط العراقي من الأمم المتحدة إلى السلطة المؤقتة للتحالف—بموجب شروط معينة، بما في ذلك:
- تمت النفقات بطريقة مفتوحة وشفافة.
- كانت النفقات تخضع لإشراف لجنة من الخبراء الماليين الدوليين، المعروفة باسم IAMB.
- كان من المقرر أن تُتخذ قرارات الإنفاق بمشاركة فعالة من العراق.

تكون مجلس الاستشارة والمراقبة الدولي من خبراء ماليين كبار من الأمم المتحدة وصندوق النقد الدولي والبنك الدولي والصندوق العربي للإنماء الاقتصادي والاجتماعي.
كان لدى مجلس الاستشارة والمراقبة الدولي مخاوف جدية بشأن نقص الشفافية ونقص الضوابط المالية الكافية لدى سلطة الائتلاف المؤقتة، والتي لم تُحل أبدًا. لا يزال مجلس إدارة الحسابات الدولية موجودًا ويلعب دورًا في التحقيقات المتعلقة بالإدارة المالية للهيئة.

### مجلس مراجعة البرامج التابع للسلطة المؤقتة في العراق
كان مجلس مراجعة البرنامج (PRB) مجلسًا مكونًا من أحد عشر عضوًا يتألف من عشرة أعضاء من موظفي سلطة الائتلاف المؤقتة وعضو واحد من مجلس الحكم العراقي. كان رئيس المجلس أيضًا المستشار الأول لسلطة الائتلاف المؤقتة لدى وزارة المالية العراقية.
كانت مسؤولية المجلس مراجعة وتقديم التوصيات إلى مدير سلطة الائتلاف المؤقتة بشأن العقود التي يجب منحها. من أجل ضمان الشفافية، كان من المقرر أن تُنشر جميع المناقشات الرئيسية المتعلقة بمزايا وعيوب البرامج قيد النظر. كان من المفترض أن يتخذ مدير سلطة الائتلاف المؤقتة قرارات منح العقود فقط بعد تلقي توصية من هذه اللجنة.
كانت ملاحظات الرقابة الداخلية من تدقيق كي بي إم جي لنفقات DFI نقدية بشكل خاص سجلات PRB التي فشلت في الوفاء بالتزام الشفافية الخاص بسلطة الائتلاف المؤقتة. على وجه الخصوص:
- عُقدت اجتماعات لم تُسجل فيها الحضور.
- عُقدت اجتماعات تم فيها اتخاذ قرارات في غياب النصاب القانوني.
- لم يسجل مجلس مراجعة البرنامج أبدًا الاقتراحات للموافقة على النفقات، أو من دعم الاقتراحات، أو أي الأعضاء كانوا مع أو ضد تلك الاقتراحات.
- في الاجتماعات الثلاثة والأربعين التي عُقدت في عام 2003، حضر العضو العراقي الوحيد في المجلس اجتماعين فقط.
- لم تحتوي المحاضر على تفاصيل كافية لتمكين القراء من فهم سبب الموافقة على البرامج.
- تمت الموافقة لاحقًا على قرارات البرامج التي تم تأجيلها بشكل غير رسمي خارج الاجتماعات، دون تسجيل للأسباب وراء القرار.
- رفض رئيس المجلس التصديق على دقة سجلات المحاسبة للمجلس.

## خصخصة الاقتصاد العراقي
قبل الاحتلال الأمريكي، كان لدى العراق اقتصاد مخطط مركزي. من بين أمور أخرى، حظرت الملكية الأجنبية للأعمال العراقية، وأدارت معظم الصناعات الكبيرة كمؤسسات مملوكة للدولة، وفرضت تعريفات جمركية كبيرة لمنع دخول السلع الأجنبية. بعد غزو العراق، بدأت سلطة الائتلاف المؤقتة بسرعة في إصدار العديد من الأوامر الملزمة التي خصخصت اقتصاد العراق وفتحته للاستثمار الأجنبي.
أمر CPA 39، بعنوان "الاستثمار الأجنبي"، نص على أن "يكون للمستثمر الأجنبي الحق في إجراء استثمارات أجنبية في العراق بشروط لا تقل عن تلك المطبقة على المستثمر العراقي"، وأن "حجم المشاركة الأجنبية في الكيانات التجارية الجديدة أو القائمة في العراق لن يكون محدوداً...." بالإضافة إلى ذلك، "يكون للمستثمر الأجنبي الحق في... تحويل جميع الأموال المرتبطة باستثماره الأجنبي إلى الخارج دون تأخير، بما في ذلك الأسهم أو الأرباح والأرباح الموزعة....". يؤكد النقاد أن سلطة الائتلاف المؤقتة غيرت اقتصاد العراق بشكل جذري، مما سمح باستثمار أجنبي شبه غير محدود وغير مقيد وفرضت عدم وجود قيود على تحويل الأرباح إلى الخارج. ومع ذلك، كانت هذه السياسات متوافقة مع المعايير الدولية الحالية للاستثمار الأجنبي المباشر التي تلتزم بها معظم دول العالم المتقدم. خلص الأمر إلى أن "حيثما ينص اتفاق دولي تكون العراق طرفًا فيه على شروط أكثر تفضيلًا فيما يتعلق بالمستثمرين الأجانب الذين يقومون بأنشطة استثمارية في العراق، فإن الشروط الأكثر تفضيلًا بموجب الاتفاق الدولي ستطبق." وفقًا للنقاد، تم تصميم هذا الأمر لإنشاء بيئة مواتية للمستثمرين الأجانب قدر الإمكان، مما يسمح للشركات الأمريكية والمتعددة الجنسيات بالهيمنة على اقتصاد العراق. يجادل آخرون بأن سلطة الائتلاف المؤقتة اعتبرت أن الإصلاح في السوق الحرة ضروري لثروة العراق النفطية لتوليد نمو وتطور مستدامين، بدلاً من حصر العراق في فخ الموارد من خلال الحفاظ على قوانين النظام الشمولي السابق.
أمر سلطة الائتلاف المؤقتة 17 منح جميع المقاولين الأجانب الذين يعملون في العراق حصانة من "العملية القانونية العراقية"، مما منحهم فعليًا حصانة من أي نوع من الدعاوى، المدنية أو الجنائية، عن الأفعال التي قام بها المقاولون داخل العراق. أمر سلطة الائتلاف المؤقتة 49 قدم تخفيضًا ضريبيًا للشركات العاملة في العراق. خفضت النسبة من 40% كحد أقصى إلى 15% كحد أقصى على الدخل. تم إعفاء الشركات التي تعمل مع سلطة الائتلاف المؤقتة من دفع أي ضرائب. أمر سلطة الائتلاف المؤقتة 12، المعدل بأمر 54، أوقف جميع التعريفات الجمركية، مما أزال الميزة التي كان يتمتع بها المنتجون العراقيون المحليون على المنتجين الأجانب. ومع ذلك، تم إعادة فرض "ضريبة إعادة الإعمار" بنسبة 5% على جميع السلع المستوردة لاحقًا للمساعدة في تمويل مشاريع إعادة الإعمار التي بدأت في العراق. ومع ذلك، تم إعادة فرض "ضريبة إعادة الإعمار" بنسبة 5% على جميع السلع المستوردة لاحقًا للمساعدة في تمويل مشاريع إعادة الإعمار التي بدأت في العراق.
أمر سلطة الائتلاف المؤقتة 57 نص على تعيين "مفتشين عامين" للعمل داخل كل وزارة حكومية عراقية، بهدف مكافحة الفساد. كان من المقرر أن يتم تعيين هؤلاء المفتشين العامين "لفترة خمس سنوات من قبل المدير (بول بريمر)"، وقد مُنحوا سلطات واسعة "لإجراء التحقيقات، والمراجعات، والتقييمات، والتفتيشات، والمراجعات الأخرى...." يجادل النقاد بأن هذه آلية لضمان استمرار النفوذ الأمريكي في الحكم العراقي حتى بعد نقل جميع السيادة إلى البلاد.

### الشرعية بموجب القانون الدولي
يجادل النقاد بأن السياسات المثيرة للجدل تتسم بطابع مناهض للديمقراطية بشكل أساسي، أو غير قانونية بموجب القانون الدولي، لأن الإصلاحات الاقتصادية الكبيرة لا يمكن أن تكون شرعية إلا إذا تم تمريرها في البداية من قبل حكومة عراقية منتخبة خالية من الاحتلال والسيطرة الأجنبية، ولأن القوة المحتلة محظور عليها إعادة كتابة قوانين البلد المحتل.
جادلت سلطة التحالف المؤقتة بأن فرض الأمر 39 كان مسموحًا به بموجب القرار 1483، لأنه يتطلب من سلطة التحالف المؤقتة "تعزيز رفاهية الشعب العراقي من خلال الإدارة الفعالة للإقليم"، وخلق "الظروف التي يمكن للشعب العراقي من خلالها تحديد مستقبله السياسي بحرية." يقول مؤيدو هذا الموقف إن القرار 1483 يتطلب بالضرورة إعادة هيكلة اقتصادية جذرية، لذا سمح باستثناء للقانون الدولي فيما يتعلق بالاحتلال. ومع ذلك، يشير آخرون إلى أن القرار 1483 "يدعو جميع المعنيين إلى الامتثال للقانون الدولي بما في ذلك على وجه الخصوص اتفاقيات جنيف لعام 1949"، مما يتطلب من القوة المحتلة احترام القوانين السارية في البلاد ما لم يكن هناك مانع مطلق.

## انتقاد الإدارة المالية
في مايو 2003، تولت سلطة الائتلاف المؤقتة مسؤولية إدارة صندوق تنمية العراق (DFI). تأسست من برنامج النفط مقابل الغذاء التابع للأمم المتحدة السابق، وتم تفويض سلطة الائتلاف المؤقتة بإدارة صندوق تنمية العراق، الذي استقبل حوالي 20 مليار دولار في السنة التي تلت الغزو. كما أدارت سلطة الائتلاف المؤقتة 18.4 مليار دولار التي خصصها الكونغرس الأمريكي لإعادة إعمار العراق في نوفمبر 2003، والمعروفة باسم صندوق الإغاثة وإعادة الإعمار العراقي (IRRF). بحلول يونيو 2004، كانت سلطة الائتلاف المؤقتة قد أنفقت أو خصصت 19.1 مليار دولار من أموال صندوق تنمية العراق—بينما أنفقت فقط 400 مليون دولار من صندوق الإغاثة وإعادة الإعمار للعراق. يقترح النقاد أن بريمر أنفق بشكل انتقائي من صندوق التنمية العراقي لأنه كان أكثر حرية من الرقابة المحاسبية من قبل مكتب المحاسبة الحكومية (GAO).
قد يكون هذا التوازن بين نفقات صندوق تنمية العراق و صندوق الإغاثة وإعادة الإعمار العراقي مبررًا بالحجة القائلة بأن صندوق الإغاثة وإعادة الإعمار العراقي لم يكن مخصصًا لتمويل وزارات الحكومة العراقية أو نظام التوزيع العام (حصص الطعام الحكومية من برنامج النفط مقابل الغذاء)، الذي كان صندوق تنمية العراق مخصصًا لتغطيته. كانت الـ 18.4 مليار دولار التي وافق عليها الكونغرس الأمريكي مخصصة لتمويل مشاريع إعادة الإعمار الكبيرة مثل محطات الطاقة والصرف الصحي، وليس لتوفير النفقات التشغيلية اليومية للحكومة العراقية. يمكن اعتبار الإنفاق على مشاريع صندوق الإغاثة وإعادة الإعمار العراقي متأخراً بسبب كون المشاريع في مراحل التخطيط والإعداد المبكر للموقع، ويمكن القول إنه ليس من المستغرب أن القليل من الأموال قد تم صرفها في تلك المرحلة، أو أن جزءاً كبيراً من صندوق تنمية العراق قد تم إنفاقه حيث كان هذا الصندوق هو المصدر الرئيسي للإيرادات الذي تمتلكه الحكومة العراقية. ومع ذلك، من خلال مراجعة التقارير من المفتش العام الخاص لإعادة إعمار العراق (SIGIR) ومراجعات وتدقيقات أخرى، يتضح أن أموال صندوق تنمية العراق قد أنفقت على مشاريع كان من الواضح أنها كانت مناسبة للإدارة تحت صندوق الإغاثة وإعادة الإعمار العراقي. ما يثير قلق المدققين والمفتشين العامين هو أن كميات كبيرة من تمويل صندوق تنمية العراق  لم يتم حسابها بعد وتم إنفاقها في مشاريع إعادة الإعمار التي فشلت في تقديم عائد على الاستثمار للشعب العراقي. من خلال تمويل المشاريع تحت صندوق تنمية العراق (DFI)، تجنبت سلطة التحالف المؤقتة (CPA) المتطلبات القانونية للامتثال للوائح الشراء الفيدرالية الأمريكية (USFARS) كما هو مطلوب لإدارة صندوق إعادة إعمار العراق (IRRF) وغيرها من التمويلات المقدمة من دافعي الضرائب الأمريكيين. من المهم أيضًا أن النفقات تحت صندوق الإغاثة وإعادة الإعمار العراقي لم تُدار بدقة وفقًا لـ USFARS، مما تسبب في هدر شديد واحتيال وإساءة استخدام كما وثقته ش العام الخاص لإعادة إعمار العراق ووكالات التدقيق الأخرى.

### تدقيق نفقات CPA من الأموال العراقية
عندما تم نقل السلطة لإدارة إيرادات النفط العراقي نيابة عن الشعب العراقي من خلال قرار الأمم المتحدة، تم نقل تلك السلطة بشروط معينة.
كان من المقرر إدارة الأموال بطريقة مفتوحة وشفافة.
كان من المقرر أن تخضع سلطة الائتلاف المؤقتة لرقابة المجلس الاستشاري والمراقب الدولي، وهو لجنة متميزة من كبار الخبراء الدوليين في مجال البنوك.
حاولت لجنة الإشراف الدولية والمراقبة (IAMB) الإصرار على بعض الضوابط المالية، ولكن بنجاح محدود.
بمشاركة من شركة محاسبة IAMB، تم تعيين شركة كي بي إم جي لتدقيق نفقات سلطة الائتلاف المؤقتة من صندوق تنمية العراق .
في 20 يونيو 2005، أعد موظفو لجنة إصلاح الحكومة تقريرًا للنائب هنري واكسمان حول نفقات سلطة الائتلاف المؤقتة من صندوق التنمية العراقي، مما أثار مزيدًا من أسباب القلق. وجهت انتقادات إضافية إلى سلطة الائتلاف المؤقتة عندما تم الكشف عن أن 12 مليار دولار من النقود قد تم تسليمها بواسطة طائرات C-130 على منصات مغطاة بأكياس من فئة 100 دولار. تم وصف تسليمات النقد في مذكرة أعدت للجنة الإشراف والإصلاح الحكومي في مجلس النواب الأمريكي، والتي خلصت إلى أن "الكثير من الأموال يبدو أنها فقدت بسبب الفساد والهدر...." بعض الأموال كان من الممكن أن تغني كل من المجرمين والمتمردين...." علق هنري واكسمان، رئيس اللجنة في مجلس النواب، قائلاً: "من في عقله السليم سيرسل 363 طناً من النقود إلى منطقة حرب؟" يُقال إن رحلة واحدة إلى العراق في 12 ديسمبر 2003 والتي احتوت على 1.5 مليار دولار نقدًا هي أكبر دفعة فردية من الاحتياطي الفيدرالي في تاريخ الولايات المتحدة وفقًا لهنري واكسمان.
في عام 2011، وجدت مراجعة أمريكية جديدة أن معظم الـ 6.6 مليار دولار المفقودة قد تم تحويلها إلى البنك المركزي العراقي. قال المفتش العام الخاص لإعادة إعمار العراق ستيوارت بوين إن "أي شكوك حول كيفية التعامل مع الأموال بعد مغادرتها السيطرة الأمريكية هي مسألة عراقية - وليست مسألة حكومية أمريكية".

## إعادة الإعمار
المقال الرئيسي: إعادة إعمار العراق

العلم العراقي الجديد الذي اقترحه مجلس الحكم العراقي في عام 2004. تم التخلي عنها بعد انتقادات واسعة بأن ألوانها وزخارفها تشبه إلى حد كبير علم إسرائيل.

على الرغم من أن سلطة الائتلاف المؤقتة منحت عقودًا لإعادة الإعمار الأساسية لشركات أمريكية، يدعي بعض النقاد أن تلك الشركات قامت بعمل ضئيل نسبيًا. على سبيل المثال، مُنحت شركة بيكتل عقد إصلاح محطات الصرف الصحي ومياه الشرب العراقية. ومع ذلك، اليوم  لا يزال العديد من العراقيين بدون مياه شرب آمنة أو إمدادات كافية من الكهرباء. كانت القوات العسكرية للتحالف مثقلة بالمهام بحيث لم تتمكن من توفير الأمن اللازم لجميع المتعاقدين في العراق. لذلك، كان لا بد من تحويل جزء من أموال العقود من أنشطة إعادة الإعمار لتلبية متطلبات الأمن التي لم تكن متوقعة عند إبرام العقود في البداية. علاوة على ذلك، غالبًا ما واجه التقدم في إعادة الإعمار انتكاسات بسبب أنشطة التمرد التي تهدف إلى تعطيل إعادة بناء البنية التحتية. هذا النشاط التمردي أبطأ بشكل كبير من عملية إعادة الإعمار واستدعى تعديل أهداف المشروع بسبب الأموال التي استهلكت لتوفير الأمن الضروري بما يتجاوز ما كان مخططًا له في الأصل.
وفقًا لوكالة USAID، اعتبارًا من أكتوبر 2003، كانت ذروة توليد الكهرباء قد وصلت إلى مستويات ما قبل الحرب البالغة 4,500 ميغاوات، وكانوا يتعاونون بعد ذلك مع شركة بكتل وكذلك مع وزارة الداخلية العراقية وآخرين على حوالي 2,000 ميغاوات من السعة المتوقعة. حددت سلطة الائتلاف المؤقتة هدفًا بقدرة توليد 6,000 ميغاوات لصيف عام 2004، وهو الهدف الذي لم يتم الوصول إليه أبدًا. تم تحقيق ذروة القدرة الإنتاجية البالغة 5,365 ميغاوات في أغسطس 2004، بعد ستة أسابيع من نقل السيادة. القدرة الحالية للتوليد تبلغ حوالي 13,000 ميغاواط. تُقدَّم التحديثات الأسبوعية والملخصات المالية من خلال الصفحة الرئيسية لوكالة USAID في العراق بأقرب وقت ممكن.

## مديرو سلطة الائتلاف المؤقتة
- جاي غارنر (21 أبريل 2003 – 12 مايو 2003)
- مدير مكتب إعادة الإعمار والمساعدة الإنسانية
- بول بريمر (12 مايو 2003 – 28 يونيو 2004)
- ريتشارد جونز (دبلوماسي أمريكي)، نائب المدير
- الأميرال المتقاعد ديفيد ج. ناش، البحرية الأمريكية، مدير مكتب إدارة البرنامج
- اللواء رونالد ل. جونسون، الجيش الأمريكي، نائب مدير مكتب إدارة البرنامج
- لورانس كراندا، الوكالة الأمريكية للتنمية الدولية، نائب مدير مكتب إدارة البرنامج
- ستيوارت و. بوين الابن، المفتش العام لمكتب إدارة البرنامج
- الأدميرال البحري المتقاعد لاري إل. بو، البحرية الأمريكية، نائب المفتش العام لمكتب إدارة البرنامج

## رؤساء وزراء عينوا في تلك الفترة
- إبراهيم الجعفري
- أحمد الجلبي
- إياد علاوي
- جلال طالباني
- عبد العزيز الحكيم
- عدنان الباججي
- محسن عبد الحميد
- محمد بحر العلوم
- مسعود برزاني
- عز الدين سليم
- غازي مشعل عجيل الياور